# Leon Hendrix
Leon Hendrix (enero nacido 13, 1948) es un artista, compositor y guitarrista quién empezó a tocar la guitarra más tarde en vida y ha liberado varios álbumes. Es el hermano  de guitarrista de rock americano y cantante Jimi Hendrix. 
Es más sabido para su obra de arte original.

## Vida personal
Es el hermano  de guitarrista de rock americano y cantante Jimi Hendrix. Sufrió por drogadicción  y estuvo tiempo en prisión por delitos menores.
Es padre  de seis y abuelo de cuatro.
Hendrix Estuvo empleado desde hace muchos años como un experto draftsman por Boeing. En años recientes Hendrix ha intentado vivire de la música y arte. The Leon Hendrix Experience ha sacado dos álbumes, Keeper of the Flame del 2006 y Seattle Rain En 2012, Hendrix publicó una biografía de su hermano titulada Jimi Hendrix: la historia de Un Hermano. Sea coescrito por Adam Mitchell y publicado por St. La prensa de Martin.

## Disputa de propiedad
Cuándo el padre de Leon, Al murió en 2002, en su testamento dejó el control de The Hendrix Experience, la empresa que controla los derechos de la propiedad de Jimi Hendrix, a su hija adoptada Janie Hendrix, y su sobrino, Robert Hendrix. Leon demandó para tener la voluntad de su padre revocada pero en 2004 el tribunal lo rechazo diciendo que Leon "No fue citado en la voluntad de su padre para ser quien lleve la empresa"

## Documental
Leon apareció en el 2004 documental sobre su hermano Jimi Hendrix: By Those Who Knew Him Best, donde también sale el músico Sammy Drain y el inventor de Octavia Roger Mayer.
- Discografía 
  - Seattle Rain (2002)
  - Keeper Of The Flame (2006)
  - Under the sky of Another Dream (2014); guitarrista en el sencillo de Veronica vitale